# رخداد بمباران زمین فوتبال چوار
بمباران زمین فوتبال چوار بمبارانی بود که از سوی جنگنده‌های نیروی هوایی عراق در تاریخ ۲۳ بهمن ۱۳۶۵ در یک زمین فوتبال در شهر چوار استان ایلام و در هنگام برگزاری مسابقه فوتبال انجام شد و منجر به کشتار غیرنظامیان شد. بمباران در دقیقه ۵۵ این بازی انجام شد و لحظاتی هولناک و صحنه‌های دلخراشی را برجای گذاشت، پیکرهای خونین و پاره‌پاره فوتبالیست‌های جوان زمین سبز فوتبال را خونین کرد.
چنین جنایت جنگی در تاریخ ورزش جهان بی‌سابقه بوده‌است.

## رویداد
در روز ۲۳ بهمن ۱۳۶۵ مسابقه فوتبالی میان دو تیم منتخب چوار و جوانان استان ایلام در حال برگزاری بود که پس از گذشت ده دقیقه از نیمه دوم به ناگاه هواپیماهای عراق از راه رسیدند و زمین فوتبال را با همه بازیکنان و تماشاگرانش بمباران کردند. دراین حادثه ۱۰ بازیکن، سه کودک، یک داور و یک تماشاگر کشته شدند و ۶ نفر هم زخمی شدند.

## کشتار غیرنظامیان
در کتاب «حقوق مخاصمات مسلحانه» نوشتهٔ «شارل روسو» آمده‌است:
«جنگ به هیچ وجه رابطهٔ انسان با انسان نیست، بلکه رابطهٔ دولت با دولت است که در این رابطه افراد خصوصی به گونه‌ای اتّفاقی دشمنِ یکدیگر شده‌اند و این نه به عنوان دو انسان بلکه به عنوان شهروند، نه به عنوان اعضاء یک میهن بلکه به عنوان مدافع».
در جریان جنگ غیرنظامیان در آن دخالتی ندارند و بنابراین آثار جنگ هم نباید دامنگیر آنان شود. طبق مقرّرات وضع شده در سال ۱۸۷۴ (کنفرانس بروکسل) و سالهای ۱۸۹۹ و ۱۹۰۷ (کنفرانس لاهه) کشورهای متخاصم ملزم شده‌اند که از سرایت جنگ به افراد غیرنظامی خودداری کرده و افراد غیرنظامی را از صحنهٔ درگیری خارج نمایند. علاوه بر آن از گسترش جبهه‌های جنگ به مناطق مسکونی منع شده‌اند.
بر طبق مفاد قوانین بین‌المللی ورزشکاران (به عنوان افراد غیرنظامی) باید از هرگونه حمله نظامی مستثنی باشند ولی هواپیماهای نیروی هوایی عراق با زیر پا نهادن قوانین بین‌المللی ۱۵ انسان بی‌گناه را هنگام بازی فوتبال به خاک و خون کشیدند.

## باشگاه فوتبال شهدای چوار ۶۵ ایلام
در سال ۱۳۹۴ با هدف یادبود کشته‌شدگان زمین فوتبال چوار، یک باشگاه فوتبال با نام شهدای چوار ۶۵ ایلام تأسیس شد که هم‌اکنون در لیگ دسته سوم ایران فعالیت می‌کند.

## یادبود
درحالی‌که هرسال در این مناسبت همایش‌هایی با حضور مسئولان کشوری در محل حادثه زمین فوتبال چوار برگزار می‌شود و وعده‌هایی برای ساخت یادمان، مجتمع ورزشی داده شده هنوز هیچ‌کدام از این وعده‌های اجرا نشده‌است.
در سال ۱۳۹۵ و در سی‌امین سالروز رخداد بمباران چوار ایلام، دیدار ۸۴ شهرآورد تهران به نام شهدای چوار نام‌گذاری شد. در سال ۱۳۹۶ نیز فدراسیون فوتبال ایران هفته ۲۴ لیگ برتر فوتبال ایران را به عنوان تجلیل از شهدای زمین فوتبال چوار نامگذاری کرد.
همچنین فدراسیون فوتبال ایران و سازمان لیگ فوتبال ایران در نظر دارند با رایزنی‌های بین‌المللی این رخداد را در تقویم فیفا قرار دهند و یادمان جانباختگان را در دفتر فیفا نصب کنند تا یاد جانباختگان این روز در دنیا ماندگار شود.

## فیلم مستطیل قرمز
در آبان ۱۳۹۵ خبری منتشر شد که یک فیلم سینمایی با موضوعیت این رخداد ساخته خواهد شد و کار فیلمبرداری آن در ایلام، تهران و شهرک سینمایی دفاع مقدس دنبال خواهد شد. تهیه‌کننده این اثر گفت داستان این فیلم دربارهٔ جنایت رژیم عراق در بمباران زمین فوتبال چوار ایلام است. داستان فیلم در زمان حال اتفاق می‌افتد و در دنباله به رخداد «چوار» پرداخته می‌شود.
فیلم مستطیل قرمز به کارگردانی حسن و حسین صیدخانی به این حادثه می‌پردازند. فیلم سینمایی مستطیل قرمز برنده جشنواره فیلم میلان است که جایزه ویژه سال ۲۰۱۹ میلادی خود را به شبکه ورزش سیمای جمهوری اسلامی ایران به دلیل این فیلم اعطا کرد. همچنین این فیلم برگزیده جشنواره بین‌المللی مقاومت و کسب دیپلم افتخار و لوح زرین از جشنواره ملی فانوس است.